# Late Registration
Late Registration — другий студійний альбом американського репера та продюсера Каньє Веста, випущений 30 серпня 2005 року на лейблах Def Jam Recordings і Roc-A-Fella Records. Запис альбому проводився протягом року під час сесій, які проводилися в студіях Голлівуду та Нью-Йорка у співпраці з Джоном Брайоном. На альбомі гостями виступають Адам Левін, Джеймі Фокс, Common, Бренді, Jay-Z, Nas, The Game та інші.
Продакшн Веста для Late Registration відрізнявся від прискорених семплів соулу його дебютного альбому The College Dropout (2004), перейшовши до більш складного та оркестрового стилю з ансамблем із 20 учасників. Черпаючи творче натхнення в альтернативних артистах, таких як Фіона Епл і Портісхед, він експериментував із музичними змінами, струнними аранжуваннями та різними інструментами, які зазвичай не асоціюються з хіп-хопом, включаючи челесту, клавесин, берімбау, китайські дзвіночки. Намагаючись написати автентичну, але водночас привабливу лірику, Вест бере участь у розповіданні історій, одночасно демонструючи свою християнську спадщину, яка вплинула на його стосунки з капіталістичною ринковою економікою. Він критикує численні проблеми, такі як інституційний расизм, вища освіта, охорона здоров’я та торгівля кривавими діамантами.

## Критика
Late Registration часто розглядається музичними критиками як великий прогрес після The College Dropout і ключовий випуск у хіп-хопі. Численні рецензенти високо оцінили його елегантний і амбітний музичний напрямок, а деякі відзначили написання пісень і виступи Веста за баланс поп-музики та свідомого хіп-хопу. Численні видання, такі як Rolling Stone, Time і USA Today, включили його до багатьох почесних списків за 2005 рік. Альбом призвів до того, що Вест отримав вісім номінацій на 48-й щорічній премії «Греммі», в тому числі «Альбом року» та «Найкращий реп-альбом», перемігши в останньому. Відтоді Late Registration часто з’являвся в списках найпопулярніших альбомів, включаючи «500 найкращих альбомів усіх часів» від Rolling Stone, у якому він посідав 117 місце у 2020 році. Late Registration був другим поспіль альбомом Веста, який отримав рейтинг «XXL» від XXL, найвищий рейтинг журналу, який до 2005 року було присуджено лише 16 іншим хіп-хоп альбомам.

## Комерційний успіх
Порівнявшись із комерційним успіхом The College Dropout, Late Registration дебютував під номером один у чарті Billboard 200 та розійшовся тиражем у 860 000 примірників за перший тиждень, а також потрапив до топ-10 у дев’яти інших країнах, включаючи Сполучене Королівство та Ірландію. Зрештою було продано понад 3 000 000 копій у США та отримано п’ятикратний платиновий сертифікат від Асоціації індустрії звукозапису Америки (RIAA), а також сертифікати продажів на кількох інших територіях. 21 липня 2022 року він отримав п’ятикратний платиновий сертифікат RIAA за продажі 5 000 000 одиниць в Сполучених Штатах. У 2021 році Vibe повідомив, що Late Registration став одним із реп-альбомів, випущених до 2010 року, які транслювались понад мільярд разів на Spotify.
Було випущено п'ять супровідних синглів, включаючи хіти «Touch the Sky», «Heard 'Em Say» і «Gold Digger», останній з яких очолив Billboard Hot 100. Для всіх п’яти синглів були створені музичні відеокліпи, а Вест також просував альбом за допомогою Touch the Sky Tour (2005–06) і свого дебютного концертного альбому Late Orchestration (2006).

## Список композицій
| Стандартне видання | Стандартне видання                                     | Стандартне видання                                                                                            | Стандартне видання           | Стандартне видання |
| #                  | Назва                                                  | Автор | Продюсер(и)                  | Тривалість         |
| ------------------ | ------------------------------------------------------ | --- | ---------------------------- | ------------------ |
| 1.                 | «Wake Up Mr. West»                                     | Michael Masser Gerry Goffin                                                                                   |                              | 0:41               |
| 2.                 | «Heard 'Em Say» (за участю Адама Левіна)               | Kanye West Adam Levine Masser Goffin                                                                          | Каньє Вест Джон Брайон       | 3:23               |
| 3.                 | «Touch the Sky» (за участю Lupe Fiasco)                | West Justin Smith Wasalu Jaco Curtis Mayfield                                                                 | Just Blaze                   | 3:57               |
| 4.                 | «Gold Digger» (за участю Джеймі Фокса)                 | West Ray Charles Renald Richard                                                                               | Вест Брайон                  | 3:28               |
| 5.                 | «Skit No. 1»                                           | |                              | 0:33               |
| 6.                 | «Drive Slow» (за участю Paul Wall і GLC)               | West Paul Slayton Leonard Harris                                                                              | Вест                         | 4:32               |
| 7.                 | «My Way Home» (у виконанні Common)                     | West Lonnie Lynn Gil Scott-Heron                                                                              | Вест                         | 1:43               |
| 8.                 | «Crack Music» (за участю The Game)                     | West Willard Meeks Jayceon Taylor                                                                             | Вест Брайон                  | 4:31               |
| 9.                 | «Roses»                                                | West Bill Withers                                                                                             | Вест Брайон                  | 4:05               |
| 10.                | «Bring Me Down» (за участю Бренді)                     | West Antony Williams                                                                                          | Вест Брайон                  | 3:18               |
| 11.                | «Addiction»                                            | West Richard Rodgers Lorenz Hart                                                                              | Вест Брайон                  | 4:27               |
| 12.                | «Skit No. 2»                                           | |                              | 0:31               |
| 13.                | «Diamonds from Sierra Leone (Remix)» (за участю Jay-Z) | West Devon Harris John Barry Don Black                                                                        | Вест Devo Springsteen Брайон | 3:53               |
| 14.                | «We Major» (за участю Nas і Really Doe)                | West Warren Trotter Nasir Jones Williams Warryn "Baby Dubb" Campbell Russell Simmons Larry Smith Maureen Reid | Вест Baby Dubb Брайон        | 7:28               |
| 15.                | «Skit No. 3»                                           | |                              | 0:24               |
| 16.                | «Hey Mama»                                             | West Donal Leace                                                                                              | Вест Брайон                  | 5:05               |
| 17.                | «Celebration»                                          | West | Вест Брайон                  | 3:18               |
| 18.                | «Skit No. 4»                                           | |                              | 1:18               |
| 19.                | «Gone» (за участю Consequence і Cam'ron)               | West Dexter Mills Cameron Giles Chuck Willis                                                                  | Вест                         | 5:33               |
| 20.                | «Diamonds from Sierra Leone» (bonus track)             | West Harris Barry Black                                                                                       | Вест Devo Springsteen Брайон | 3:58               |
| 21.                | «Late» (hidden track)                                  | West George Kerr Sylvia Robinson                                                                              | Вест                         | 3:50               |
| 70:25              |                                                        | |                              |                    |

| Британське видання | Британське видання                                                         | Британське видання                                                            | Британське видання | Британське видання |
| #                  | Назва                                                                      | Автор                                                                         | Продюсер(и)        | Тривалість         |
| ------------------ | -------------------------------------------------------------------------- | ----------------------------------------------------------------------------- | ------------------ | ------------------ |
| 21.                | «We Can Make It Better» (за участю Talib Kweli, Q-Tip, Common і Rhymefest) | West Lynn Kamaal Fareed Talib Kweli Greene Che Smith Burt Bacharach Hal David | Вест Брайон        | 3:52               |
| 22.                | «Late» (hidden track)                                                      | West Kerr Robinson                                                            | Вест               | 3:50               |
| 74:17              |                                                                            |                                                                               |                    |                    |

| Японське і Австралійське видання | Японське і Австралійське видання                                           | Японське і Австралійське видання                 | Японське і Австралійське видання | Японське і Австралійське видання |
| #                                | Назва                                                                      | Автор                                            | Продюсер(и)                      | Тривалість                       |
| -------------------------------- | -------------------------------------------------------------------------- | ------------------------------------------------ | -------------------------------- | -------------------------------- |
| 21.                              | «Back to Basics» (за участю Common)                                        | West Lynn Duke Ellington Irving Mills Manny Kurt | Вест                             | 1:39                             |
| 22.                              | «We Can Make It Better» (за участю Talib Kweli, Q-Tip, Common і Rhymefest) | West Lynn Fareed Greene Smith Bacharach David    | Вест Брайон                      | 3:52                             |
| 23.                              | «Late» (hidden track)                                                      | West Kerr Robinson                               | Вест                             | 3:50                             |
| 75:56                            |                                                                            |                                                  |                                  |                                  |

## Чарти
| Чарт (2005)                                          | Найвища позиція |
| ---------------------------------------------------- | --------------- |
| Австралія Australian Albums (ARIA)                   | 14              |
| Австралія Australian Urban Albums (ARIA)             | 3               |
| Австрія Austrian Albums (Ö3 Austria)                 | 53              |
| Бельгія Belgian Albums (Ultratop Flanders)           | 43              |
| Канада Canadian Albums (Billboard)                   | 1               |
| Данія Danish Albums (Hitlisten)                      | 11              |
| Нідерланди Dutch Albums (MegaCharts)                 | 24              |
| European Albums (Billboard)                          | 6               |
| Фінляндія Finnish Albums (Suomen virallinen lista)   | 18              |
| Франція French Albums (SNEP)                         | 36              |
| Німеччина German Albums (Offizielle Top 100)         | 14              |
| Греція Greek Albums (IFPI)                           | 7               |
| Ірландія Irish Albums (IRMA)                         | 2               |
| Італія Italian Albums (FIMI)                         | 75              |
| Японія Japanese Albums (Oricon)                      | 10              |
| Нова Зеландія New Zealand Albums (Recorded Music NZ) | 11              |
| Норвегія Norwegian Albums (VG-lista)                 | 4               |
| Шотландія Scottish Albums (OCC)                      | 3               |
| Швеція Swedish Albums (Sverigetopplistan)            | 11              |
| Швейцарія Swiss Albums (Schweizer Hitparade)         | 9               |
| Велика Британія UK Albums (OCC)                      | 2               |
| Велика Британія UK R&B Albums (OCC)                  | 1               |
| США Billboard 200                                    | 1               |
| США Top R&B/Hip-Hop Albums (Billboard)               | 1               |

## Сертифікації
| Регіон | Сертифікація  | Продажі    |
| --- | ------------- | ---------- |
| Австралія (ARIA) | Платиновий    | 70 000^    |
| Канада (Music Canada) | 2× Платиновий | 200 000^   |
| Данія (IFPI Denmark) | Платиновий    | 20 000     |
| Ірландія (IRMA) | 2× Платиновий | 30 000^    |
| Нова Зеландія (RIANZ) | Платиновий    | 15 000^    |
| Велика Британія (BPI) | 3× Платиновий | 852,000    |
| США (RIAA) | 5× Платиновий | 3,100,000  |
| Європа (IFPI) | Платиновий    | 1 000 000* |
| *продажі, що базуються лише на сертифікаціях · ^відвантаження, що базуються лише на сертифікаціях · продажі+прослуховування, що базуються лише на сертифікаціях |               |            |

## Зовнішні посилання
- Late Registration (Explicit) (Adobe Flash) на Myspace